# 볼레스와프 5세

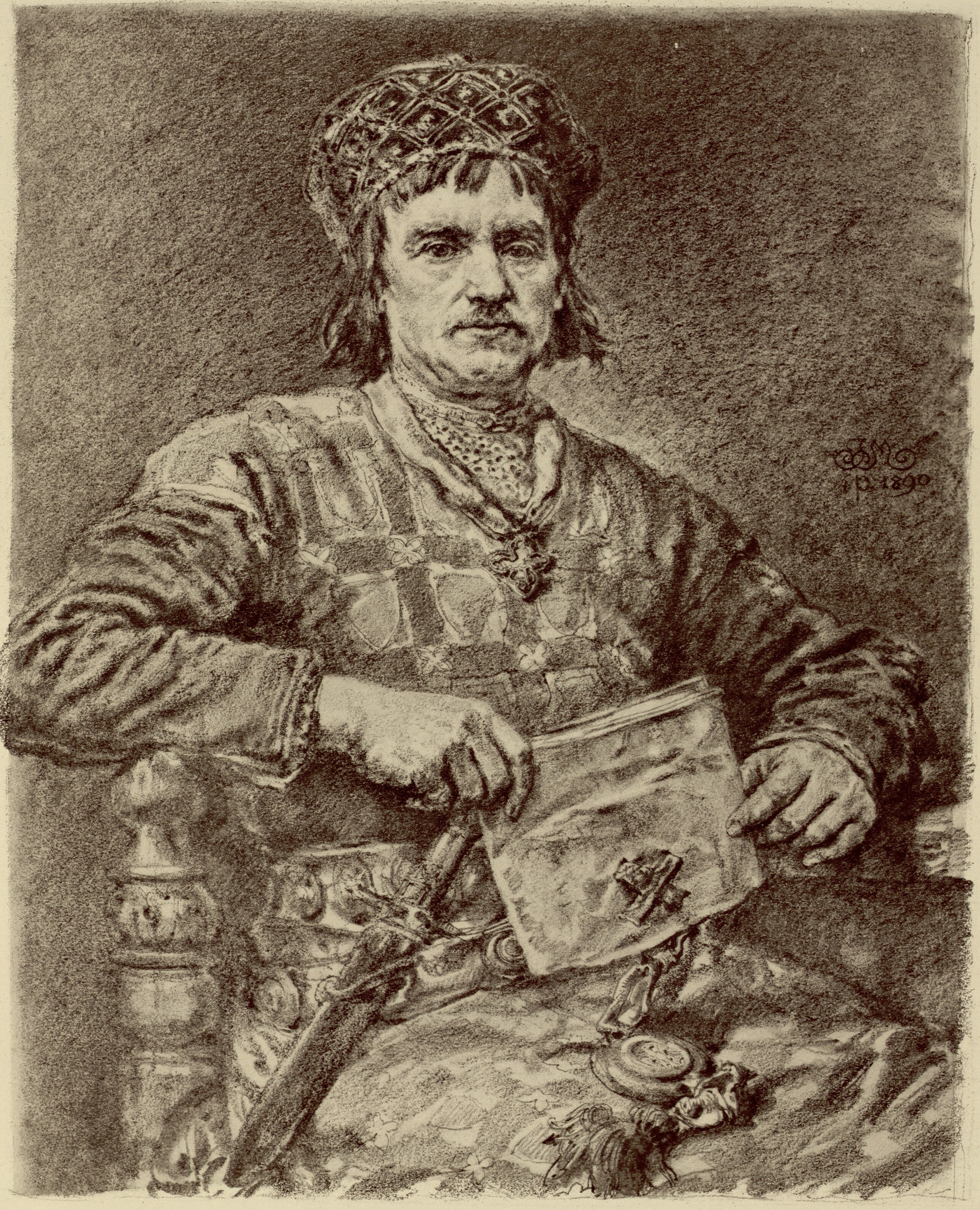
볼레스와프 5세

볼레스와프 5세(폴란드어: Bolesław V, 1226년 6월 21일 ~ 1279년 12월 7일)은 폴란드 고공(재위: 1243년 ~ 1279년)이다. 별명은 순결고공(폴란드어: Wstydliwy 프스티들리비[*]). 1227년부터 1230년까지, 1232년부터 1279년까지 산도미에시 공작을 역임하였다.
레셰크 1세의 아들이며 어머니는 키예프 대공 인그바리의 딸 그레미슬라바이다. 1239년 헝가리의 국왕인 벨러 4세의 딸이었던 킨가와 결혼했다.
1241년 몽골 제국의 침공으로 인해 파괴된 크라쿠프, 루블린, 산도미에시의 재건에 주력했지만 1259년에 일어난 몽골 제국의 제2차 폴란드 침공으로 인해 크라쿠프, 루블린, 산도미에시는 폐허가 되고 만다. 볼레스와프 5세와 킨가 부부가 생전에 남긴 서약에 따라 그의 공작위는 레셰크 2세가 승계받았다.